# Riksväg 5, Nederländerna

Sträckningen för nederländska riksväg 5.

Riksväg 5 (Rijksweg 5) i Nederländerna är en kort väg som binder ihop riksvägarna 4 och 9. Vägen är motorväg.